# King Country Rugby Football Union
La King Country Rugby Football Union est une fédération de rugby à XV néo-zélandaise gérant le sport dans une partie de la région de Waikato située dans la partie centrale de l'île du Nord, et regroupant les villes de Taupo et Taumarunui. Elle est fondée en 1922 à la suite de la séparation de la South Auckland Rugby Union en trois entités, les deux autres étant Waikato et Thames Valley. Son équipe fanion participe à la seconde division du championnat des provinces NPC, appelée le Heartland Championship depuis 2006. Elle fournit des joueurs à la franchise des Chiefs qui dispute le Super Rugby.

## Palmarès
- Vainqueur de la seconde division en 1991

## Clubs
La King Country Rugby Football Union comprend neuf clubs :
- Bush United
- Kio Kio United
- Waitomo
- Pio Pio
- Taumaruni Sports
- Taupo Sports
- Taupo United
- Turangi Sports
- Waitete

## Joueurs emblématiques
- Kevin Boroevich
- R.F Bryers
- Phil Coffin
- Jack McLean
- Colin Meads
- Stanley Meads
- W.J Phillips
- G.J Whiting
- Martin Johnson
- Garin Jenkins